# 陳瑩莉

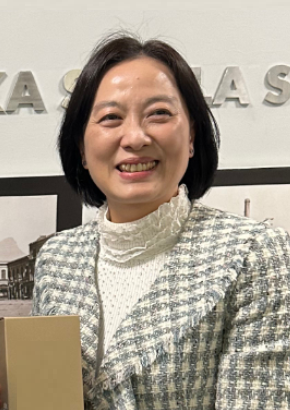
2023年攝於南非開普敦

陳瑩莉，臺灣省屏東縣恆春鎮人，中華民國外交官。畢業於中國文化大學東方語文學系俄文組學士、淡江大學俄國語文研究所碩士，丈夫汪哲仁博士亦曾在淡江俄研所任教。
陳瑩莉曾獲得行政院98年（2009年）模範公務人員，先後派往臺北莫斯科經濟文化協調委員會駐莫斯科代表處、駐希臘臺北代表處、駐菲律賓臺北經濟文化辦事處，以及歷任外交部亞西司第一科長、專門委員、外交部外交及國際事務學院參事等職務，現任駐開普敦臺北聯絡辦事處總領事銜處長。

## 職業生涯
陳瑩莉在任職駐俄羅斯代表處、外交部亞西司期間，承辦於海參崴設立辦事處事宜；以及承辦俄羅斯交通運輸部與外交部航權諮商團訪臺，並參與該團與中華民國交通部民用航空局諮商，協調雙方草簽航空運輸協定。

## 軼事
臺灣作家林剪雲所著《恆春女兒紅》一書是改編自屏東恆春張瑞穗、陳瑩莉母女的真實故事。書中主角莉莉，從甘蔗小販女兒、聯考的失意人到派駐俄羅斯的外交官，重重的考驗造就出精采的人生。
| 外交職務      | 外交職務                         | 外交職務 |
| ------------- | -------------------------------- | -------- |
| 前任： 林映佐 | 中華民國駐開普敦處長 2023年5月－ | 繼任： ' |

## 外部連結
- 國立高雄餐旅大學. . YouTube. 2017年6月15日  [2023年7月30日]. （原始内容存档于2023年7月30日）.